# FŐTÁV Zrt.
A Budapesti Közművek Nonprofit Zrt. FŐTÁV Távhőszolgáltatási Divízió (2021. szeptember 1. előtt: FŐTÁV Nonprofit Zrt., korábbi nevén: Budapesti Távhőszolgáltató Részvénytársaság, előtte: Fővárosi Távfűtő Művek) a Budapesti Közművek távhőszolgáltatásért felelős alegysége, korábban fővárosi tulajdonú vállalatként működött. A FŐTÁV mozaikszó még a jogelőd Fővárosi Távfűtő Művek rövidített megnevezése volt, amelyet megtartott. Tevékenysége Budapest közigazgatási határain belülre terjed ki.

## Története

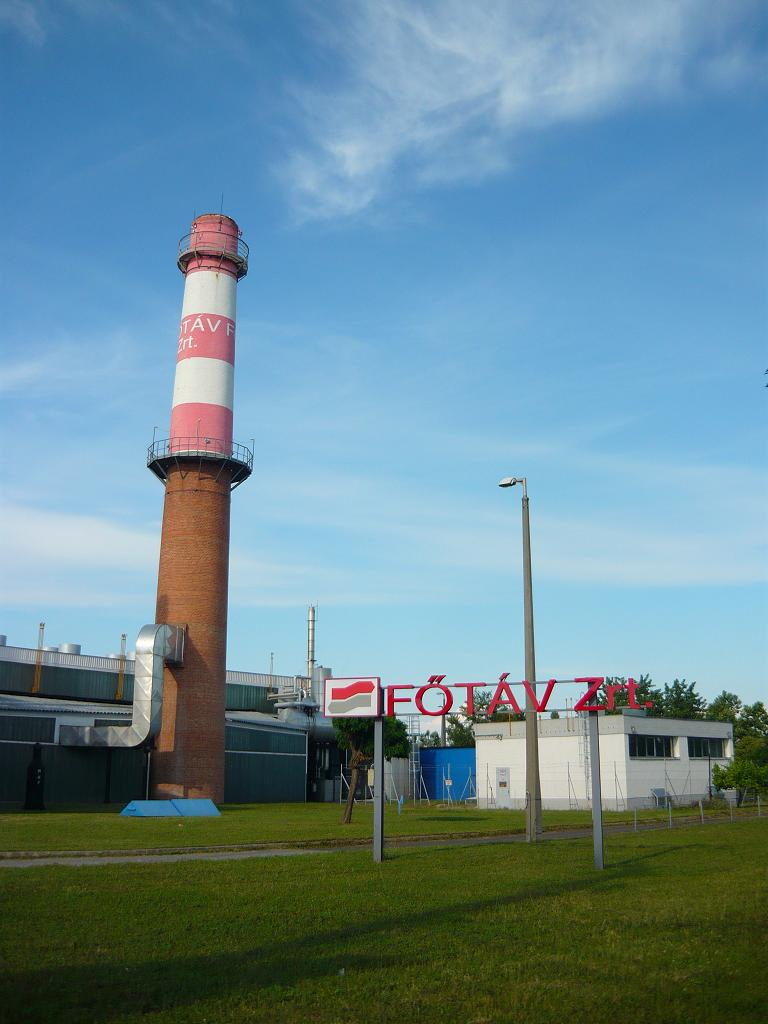
A FŐTÁV rákoskeresztúri fűtőműve

A céget 1960. április 20-án jegyezték be Fővárosi Távfűtő Művek néven; rövidített neve a FŐTÁV lett. Életre hívásának oka a fővárosban akkoriban induló nagyszabású lakótelep építések voltak. A többnyire panelházakból épült városrészek otthonait szinte kivétel nélkül távfűtésesre tervezték.
A cég 1992-ben felvette a Fővárosi Önkormányzat Fővárosi Távfűtő Művek hivatalos megnevezést, mígnem 1994. június elsejével be nem olvadt a Fővárosi Önkormányzat által alapított és kizárólagosan tulajdonolt Budapesti Távhőszolgáltató Részvénytársaságba. Rövidített megnevezése megmaradt. 2005-ben neve a törvények értelmében kiegészült a Zrt. rövidítéssel, ami végül 2006. február 10-ével hivatalosan is FŐTÁV Zrt. lett.
A vállalat jegyzett alaptőkéje 28 milliárd 359 millió 900 ezer forint volt, amit 283 599 db 100 000,- Ft névértékű névre szóló részvény testesített meg. A részvénytársaságot egy hattagú Felügyelőbizottság ellenőrizte. Alaptevékenységük és elsődleges feladatuk a részben a saját, részben vásárolt energiából előállított hőtermelés és hőszolgáltatás volt.
A Zrt. szervezeti felépítésében Budapestet három régióra bontotta (Észak-, Dél- és Kelet-Budapest), melyekben összesen 13 állandóan üzemelő és egy, csak télen, illetve rendkívüli helyzetben bekapcsolt fűtőművel rendelkezett. Mivel ennyi erőmű nem elég, a hiányzó hőmennyiséget más erőművektől, illetve egyéb hőszolgáltatóktól volt kénytelen beszerezni. Fogyasztóinak száma 2009-ben mintegy 240 ezer természetes személy, valamint több, mint hat és fél ezer egyéb jogi személy (cég) volt. A régiók számát később kettőre (Észak és Dél) csökkentette. 2022 januárjában a honlapja szerint az észak-budapesti régióban mintegy 134 400, míg a dél-budapesti régióban 103 855 lakást, azaz összesen 238 255 otthont lát el távhővel.
2021. szeptember 1-jén a német mintára az összes többi közszolgáltatást végző budapesti önkormányzati tulajdonú céggel (FŐTÁV Nonprofit Zrt., FKF Nonprofit Zrt., FŐKERT Nonprofit Zrt., BTI Nonprofit Zrt. és a FŐKÉTÜSZ Nonprofit Kft.) együtt egyetlen fővárosi tulajdonú nagyvállalatba olvadt Budapesti Közművek néven.